# Musée d'histoire naturelle - Guimet
Pour les articles homonymes, voir Guimet.
Ne pas confondre avec le Musée national des Arts asiatiques - Guimet de Paris.
Le musée d'histoire naturelle - Guimet, muséum d'histoire naturelle de Lyon, est un ancien musée français situé au 28, boulevard des Belges, près du parc de la Tête d'or dans le 6e arrondissement de Lyon. On pouvait notamment y apercevoir le mammouth de Choulans. Ses collections ont été transférées au musée des Confluences.

## Histoire
Le musée Guimet d'histoire naturelle s'est constitué aux XIXe siècle par le regroupement de diverses collections. À l'origine, il s'agissait d'un cabinet de curiosités qui avait été établi dans les années 1620 par deux frères, Gaspard de Liergues et Balthasar de Monconys. En 1772, ce cabinet fut vendu à la municipalité et devint officiellement un musée de la ville sous le nom de « musée académique de l'Hôtel de Ville ». De l'Hôtel de Ville, le musée rejoint ensuite le Palais du commerce et des arts (anciennement abbaye de Saint-Pierre-les-Nonnains et actuel musée des Beaux-Arts).

### Le premier musée Guimet (1879-1889)

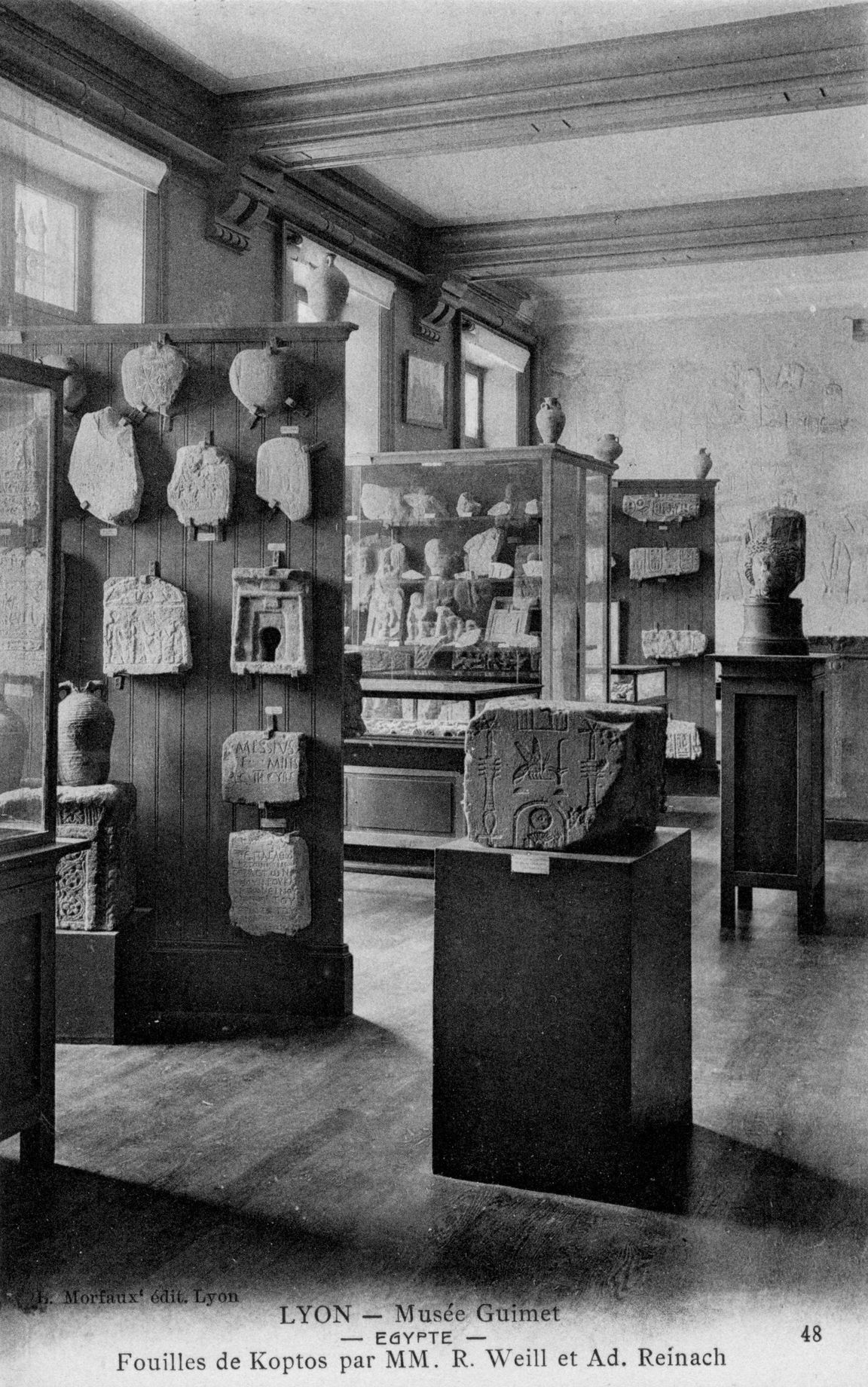
Carte postale du premier Musée Guimet lyonnais.

Sa participation à l'Exposition Universelle de Paris en octobre 1878, donne à Émile Guimet l'occasion d'exposer les premiers objets rapportés au cours de son voyage en Orient. Il aménage deux salles, qu'il consacre aux religions d'Extrême-Orient dans une aile du pavillon qui a été bâti au Trocadéro pour l'Exposition. Cela lui permet de mettre en pratique sa conception muséographique, qui trouvera son aboutissement dans la création du musée des Religions à Lyon, l'année suivante.
Les travaux de son futur musée, dont le style architectural est d'un grand classissime, progressent rapidement. L'ensemble de la façade de la tour d'entrée reste très sobre et seuls les blasons du second étage portent le monogramme « MG » qui rappellent la destination du lien « Musée Guimet ».
Ainsi, le musée Guimet, installé boulevard du Nord et inauguré le 30 septembre 1879 par Jules Ferry, a d'abord accueilli les collections d'arts asiatiques d'Émile Guimet, avant leur installation dans le musée Guimet à Paris en 1889.
Lors de son ouverture, deux salles sont consacrées aux antiquités égyptiennes et deux autres à l'archéologie de manière plus large. Sur les murs des salles d'égyptologie sont disposés douze tableaux copiant des peintures murales de tombes de Saqqarah. Ces tableaux avaient été commandés par Auguste Mariette pour l'Exposition universelle de Paris de 1878. Le musée est ouvert deux jours par semaine et un catalogue des objets est publié l'année de l'inauguration.
Émile Guimet enrichit le musée d'objets égyptiens à un rythme soutenu, intégrant ainsi dans les collections 250 pièces en six ans. Les personnes qui lui fournissent des pièces sont Eugène Allemand, M. Yvan, Joseph Durighello, le comte Alexandre Maximos de Zogheb et quelques autres antiquaires de Paris, ou d'autres villes qu'il visite.
Ses collections grossissant notablement, le musée lyonnais devient trop petit, et comme il rencontre peu de succès, Guimet se tourne vers la capitale pour trouver un nouveau lieu où exposer ses trésors. Après plusieurs années de discussions, il signe une convention avec l'État pour lui donner l'ensemble de sa collection en 1885. Il la déménage pour le musée parisien à partir de 1888 pour une ouverture en 1889.

### Le second musée Guimet
Émile Guimet vend alors le bâtiment à une société frigorifique qui le transforme en « palais de Glace » (avec une patinoire) avant de faire faillite.
En 1909, la ville de Lyon rachète le bâtiment du boulevard des Belges pour y transférer les collections du muséum d’histoire naturelle, trop à l'étroit dans le palais des Arts. Le maire de Lyon Édouard Herriot regrette d'avoir laissé partir le patrimoine d'Émile Guimet à Paris et convainc ce dernier de déposer boulevard des Belges environ 3 000 objets (qui seraient en double ou triple dans le musée Guimet de Paris). La municipalité de Lyon confie à Émile Guimet la direction du musée du boulevard des Belges qui ouvre en 1913.
En mars 1914, les collections du Musée Saint-Pierre sont transférées dans le bâtiment Guimet, sous la verrière de la grande salle de ce Musée d'Histoire Naturelle de Lyon. Notamment le squelette du mammouth de Choulans découvert à Lyon en 1859.
Le Musée perd ses collections d'antiquités en 1969 (déposées au musée des beaux-arts) mais garde les collections d'histoire naturelle.

### Muséum d'histoire naturelle
Aux collections d’histoire naturelle et du premier musée Guimet, viennent s'ajouter celles du musée colonial et du musée des œuvres pontificales missionnaires.
En août 1955, une forte grêle brise le toit vitré du musée et inonde la grande salle. Les dégradations sont si importantes, et les budgets pour les réparer si modestes, que le musée reste fermé durant sept ans jusqu'en 1962.
Jean Viret a été directeur du muséum d'histoire naturelle de Lyon de 1940 à 1963 et Louis David de 1963 à 1999,.
Le musée du boulevard des Belges a fermé ses portes le 2 juillet 2007. Ses collections ont été transférées et sont visibles au musée des Confluences, ouvert au public le 20 décembre 2014.

### Reconversion du musée
En 2015 est annoncé un projet de reconversion du bâtiment pour la création d'une annexe de la maison de la danse. Le projet est finalement abandonné pour des raisons de coûts en 2020 par la nouvelle municipalité,.
Un projet de transformation du musée en « Cité de l'innovation » est imaginé en 2014.
En 2022, le lieu est sélectionné pour accueillir une partie de la 16e édition de la Biennale d’art contemporain. Des travaux sont entrepris afin d'assurer la remise en état et l'ouverture provisoire au public d’une partie des lieux du 15 septembre à fin décembre 2022.
Une exposition rétrospective de l'artiste de street art Obey (Shepard Fairey) intitulée 1001 Reasons to (dis)OBEY a lieu dans l'ancien musée du 8 mars au 9 juillet 2023,.